# Giulia Lapi
Giulia Lapi (Génova, 5 de noviembre de 1985) es una deportista italiana que compitió en natación sincronizada. Ganó tres medallas en el Campeonato Europeo de Natación, en los años 2008 y 2012.

## Palmarés internacional
| Campeonato Europeo | Campeonato Europeo       | Campeonato Europeo | Campeonato Europeo |
| Año                | Lugar                    | Medalla            | Prueba             |
| ------------------ | ------------------------ | ------------------ | ------------------ |
| 2008               | Eindhoven (Países Bajos) | Medalla de plata   | Dúo                |
| 2008               | Eindhoven (Países Bajos) | Medalla de plata   | Combinación libre  |
| 2012               | Eindhoven (Países Bajos) | Medalla de bronce  | Equipo             |